# Spy (film 2015)
Spy è un film del 2015 scritto e diretto da Paul Feig, con protagonisti Melissa McCarthy, Jason Statham, Rose Byrne e Jude Law.
Questa è la terza collaborazione tra Paul Feig e Melissa McCarthy, dopo Le amiche della sposa (2011) e Corpi da reato (2013).

## Trama
Susan Cooper, una donna sovrappeso con poca autostima, lavora come analista della CIA con il compito di guidare il suo partner, l'agente segreto operativo Bradley Fine (di cui è segretamente innamorata), coadiuvandolo dal suo ufficio a Langley (Virginia), mentre è impegnato sul campo.
Durante una missione, l'agente Fine uccide il trafficante di armi Boyanov, sparandogli accidentalmente quando gli viene da starnutire, quindi è costretto a fuggire senza aver ritrovato la bomba atomica portatile che Boyanov aveva messo in vendita al miglior offerente. L'unica persona che potrebbe sapere dove si trovi l'ordigno è la figlia, Rayna, quindi a Fine viene dato l'incarico di introdursi in casa sua. Tuttavia, Rayna lo sta aspettando e lo uccide sotto lo sguardo di Susan, poi afferma di conoscere l'identità di tutti gli agenti operativi della CIA e di essere in grado di eliminarli.
Di fronte alla perdita di Fine, e alla crisi che ne segue alla CIA, Susan si offre per fermare Rayna dato che la sua identità non è conosciuta e quindi può completare la missione come agente sotto copertura. Nonostante i dubbi iniziali, il direttore della CIA accetta l'idea di mandarla in missione, il che manda su tutte le furie l'agente operativo Rick Ford, che si dimette dalla CIA disgustato. Susan viene così inviata a Parigi per spiare Sergio De Luca, l'intermediario dei gruppi terroristici. Susan scopre che l'agente Ford la sta seguendo, nella convinzione di poter completare la missione meglio di lei. Invece è Susan che gli salva la vita da un sicario di De Luca.
Dalla fotocamera appartenuta all'assassino, la CIA trova indizi che portano a Roma come nuova posizione di De Luca. Susan decide di completare la missione fino in fondo e arriva in Italia, dove incontra Aldo, un informatore italiano. Susan trova Rayna in un casinò e riesce a fare amicizia con lei, impedendole di essere avvelenata. Quando Susan e Rayna prendono un aereo privato per Budapest, Susan le salva di nuovo la vita da uno steward assassino. Rayna sospetta che Susan sia un agente segreto, ma lei riesce a convincerla di essere una guardia del corpo assunta da suo padre per proteggerla.
All'arrivo, Susan incontra la sua collega e migliore amica Nancy, mandata come agente sotto copertura al suo posto, perché si credeva che fosse stata eliminata. Improvvisamente vengono attaccati da un assalitore in macchina e mentre Nancy porta Rayna al sicuro, Susan insegue la macchina e scopre che l'assalitore è Karen Walker, un agente che ha tradito la CIA, dando le identità degli agenti operativi a Rayna. Prima di poter sparare a Susan, Karen viene uccisa da un cecchino misterioso. La sera Susan e Nancy accompagnano Rayna a un party. Qui ritrovano l'agente Ford e identificano una donna chiamata Lia, che lavora per conto di De Luca e vuole fare un'offerta per la bomba. Susan e Ford affrontano Lia ma, prima che Susan possa arrestarla, questa viene pugnalata dall'agente Fine redivivo. Susan viene catturata e le viene detto che Fine ha inscenato la sua morte per poter diventare l'amante di Rayna.
Susan viene rinchiusa in una cella con Aldo. In seguito viene raggiunta dall'agente Fine, il quale spiega di aver inscenato la sua morte e il fidanzamento con Rayna per conquistare la sua fiducia e così scoprire da lei dove si trovi la bomba. Per dimostrarle che dice la verità, Fine rivela a Susan di essere stato lui ad uccidere Karen. Susan e Aldo riescono a liberarsi e a scappare e Susan si reca alla villa di De Luca dove questo sta incontrando Rayna e Fine. Il terrorista ceceno Dudaev Solsa giunge per acquistare la bomba con una valigia piena di diamanti. Quando Rayna gli consegna la bomba, però, De Luca uccide Dudaev e prende la bomba con l'intenzione di venderla a un altro offerente. Prima che De Luca uccida Rayna, l'agente Ford lo distrae, permettendo a Susan di salvarle nuovamente la vita.
De Luca fugge su un elicottero, con la bomba e i diamanti, ma Susan e Ford si aggrappano al carrello di atterraggio. Ford molla la presa e finisce nel lago sottostante mentre Susan, dopo essersi issata a bordo, riesce a far cadere in acqua la bomba e i diamanti. Prima che De Luca possa eliminarla, il suo elicottero viene raggiunto da Aldo e Nancy, a bordo di un altro elicottero e Nancy spara a De Luca, uccidendolo. 
Nel finale, Aldo rivela a Susan che il suo vero nome è Albert e di essere un agente sotto copertura dell'MI6 e la invita a cena, se dovessero incontrarsi a Londra. Susan accetta e declina invece un appuntamento con Fine, scegliendo invece una serata con Nancy. La mattina seguente, Susan si risveglia con Ford addormentato al suo fianco tra bottiglie di champagne vuote, rendendosi conto orripilata di aver passato la notte con lui.

## Produzione
Inizialmente il titolo del progetto era Susan Cooper.
Le riprese del film si sono svolte quasi interamente in Ungheria, tra cui a Budapest, ma anche a Roma e Parigi, sebbene molte scene ambientate in queste città siano state girate sempre a Budapest.
Il budget del film è stato di 65 milioni di dollari.

## Promozione
Il primo trailer del film è stato diffuso il 13 gennaio 2015.

## Distribuzione
Il film è stato distribuito il 22 maggio 2015 nelle sale cinematografiche statunitensi e dal 15 luglio dello stesso anno nelle sale italiane.

## Accoglienza

### Incassi
La pellicola ha incassato globalmente 235 milioni di dollari di cui 110 nel Nord America.
In Italia, nel weekend di apertura, il film ha incassato 516mila euro e 2,2 milioni di euro in totale.

### Critica
Spy ha ricevuto critiche generalmente positive. Il sito Internet Movie Database gli assegna un punteggio di 7,2 su 10, su Rotten Tomatoes riceve una percentuale del 93% basata su 206 recensioni e sul sito Metacritic.com ha un punteggio di 75 su 100 basato su 40 recensioni.
Parte della critica ha lodato le interpretazioni di Melissa McCarthy e Rose Byrne, evidenziando però che la vera sorpresa del film è stata rappresentata da Jason Statham, perfettamente a suo agio nella parodia dei personaggi duri ed inarrestabili che lo hanno reso famoso.

## Riconoscimenti
- 2016 - Golden Globe[15]
  - Candidatura per il miglior film commedia o musicale
  - Candidatura per la migliore attrice in un film commedia o musicale a Melissa McCarthy
- 2015 - Critics' Choice Movie Award[16]
  - Candidatura per il miglior film commedia
  - Candidatura per il miglior attore in un film commedia a Jason Statham
  - Candidatura per la migliore attrice in un film commedia a Melissa McCarthy
- 2015 - Phoenix Critics Circle Awards[17]
  - Candidatura per il miglior film commedia
- 2015 - Teen Choice Awards[18]
  - Candidatura per il miglior cattivo a Rose Byrne
  - Candidatura per la miglior crisi isterica a Melissa McCarthy
  - Candidatura per il miglior film dell'estate
  - Candidatura per la miglior attrice dell'estate a Melissa McCarthy
- 2016 - MTV Movie Awards[19]
  - Candidatura per la miglior performance comica a Melissa McCarthy
  - Candidatura per il miglior combattimento tra Melissa McCarthy e Nargis Fakhri